# Hichkas
Соруш Лашкхари (перс. سروش لشکری‎; род. 9 мая 1985, Тегеран), более известный как Hichkas (перс. هیچ‌کس‎), — иранский рэпер, певец и автор песен.

## Биография
Соруш Лашкари родился 9 мая 1985 года в Тегеране в семье из 5 человек. Он жил в Германии, пока ему не исполнилось два года, а затем жил в районе Ванак в Тегеране. Он учился на переводчика в Гармсарском университете, но бросил учебу по личным причинам и занялся персидским хип-хопом. Его отец родом из деревни Зиаабад в Казвине и состоит в родстве с Хоссейном Лашкари (пилотом иранских воздушных сил, который был захвачен в плен в Ираке во время ирано-иракской войны). Соруш иммигрировал в Великобританию и в настоящее время живет в Лондоне, в результате протестов против президентских выборов в Иране в 2009 году. Он женат на Азаде Акбари, иранской активистке-феминистке, проживающей в Великобритании.